# Stathis Kouvélakis
Stathis (Eustache ou Efstathios) Kouvelákis (en grec moderne : Στάθης Κουβελάκης), né à Athènes (Grèce) le 13 juillet 1965, est un chercheur en philosophie et un militant de la gauche radicale. Il a enseigné au King's College London entre 2002 et 2020, ; il est actuellement chercheur indépendant basé à Paris.  
Il est membre de la rédaction de la revue Contretemps et co-directeur de la collection « Lignes rouges » aux éditions Amsterdam.

## Biographie
Stathis Kouvélakis s'est intéressé au marxisme « avant tout pour des raisons politiques et non livresques » en parallèle à son engagement militant en Grèce pendant ses années de lycée. En 1980, il adhère à la Jeunesse Communiste Grecque Rigas Feraios [ΕΚΟΝ Ρήγας Φεραίος], l'organisation de jeunesse du Parti communiste grec (intérieur), d'orientation eurocommuniste, au sein de laquelle les idées de Louis Althusser et de Nicos Poulantzas sont influentes.
Il arrive en France en 1983 et entame des études en économie mais suit finalement un parcours en philosophie à l'université de Nanterre où il rencontre son directeur de thèse : Georges Labica. Il commence à travailler sur sa thèse au début des années 1990 et la termine en 1998 à l'université Paris 8, sous la direction de Jean-Marie Vincent.  
Il milite pendant quelques années à l'Union des étudiants communistes (UEC) et au Parti communiste français (PCF) qu'il quitte en 1988 pour participer à la campagne de Pierre Juquin à l'élection présidentielle, mais dont il reste proche jusqu'à la fin des années 1990. Dans les années 2000, il participe aux activités du Forum Social Européen et milite à partir de 2005 à la LCR, puis au NPA, qu'il quitte en 2011 pour soutenir le Front de gauche.

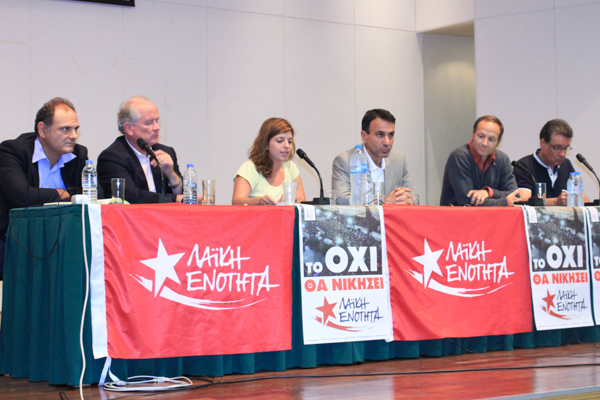
Meeting Unité Populaire Athènes, septembre 2015.
De gauche à droite : Panagiotis Sotiris, Heiner Flassbeck, non-identifiée, Costas Lapavitsas, Frédéric Lordon, Stathis Kouvélakis.

De 2010 à 2015, il intervient activement sur la scène politique grecque et s'implique dans les mouvements sociaux contre l'austérité et les Mémorandums imposés par la Troïka.  Il a  été membre du comité central de Syriza de 2012 à 2015 en se situant dans l'aile gauche du parti, favorable à la sortie de l'euro et au non-paiement de la dette. En août 2015, il quitte Syriza et participe à la fondation d'Unité Populaire. En 2022, il signe l'appel des 800 universitaires en soutien à la candidature de Jean-Luc Mélenchon et milite depuis au sein de la France insoumise. Il participe aux activités de l'Institut La Boétie, notamment aux séances de formation au matérialisme historique à destination des militant.e.s de LFI. En mai et juin 2023, lors des élections législatives grecques, il était candidat sur les listes de "MeRA25-Alliance pour la rupture", une coalition de formations de la gauche radicale, qui a obtenu 2,63% des voix.   

## Travaux
Les premiers travaux de Stathis Kouvélakis sont consacrés à la question de l'existence problématique d'une théorie politique chez Karl Marx. Cette dernière est source de débats à la fin du XXe siècle autour des interventions de théoriciens marxistes comme Althusser, Nicos Poulantzas, Étienne Balibar, Ernest Mandel ou Henri Weber ou de penseurs libéraux comme Norberto Bobbio. Dans un « contexte de forte dénégation de l'idée de révolution », où Marx est accusé d'être responsable des goulags, Kouvélakis tente d'appréhender Marx sous un nouvel angle. Il revient sur l’œuvre de différents penseurs allemands (Kant, Hegel, Heine, Moses Hess, Walter Benjamin, Engels, etc) pour redéfinir l'apport de Karl Marx dans le lien entre philosophie et révolution. Il publie Philosophie et Révolution : de Kant à Marx en 2004 aux PUF puis en 2017 à La Fabrique. Il poursuit ces réflexions dans l'ouvrage collectif Marx politique sous la direction de Jean-Numa Ducange et Isabelle Garo puis dans Evénement et stratégie révolutionnaire, qui introduit le recueil de textes de Marx et d'Engels paru en 2021 aux Editions sociales sous sa direction et consacré à la Commune de Paris. 
Il s'intéresse également aux possibilités d'une réactualisation de la pensée critique qui s'est, selon lui, affaiblie au cours du XXe siècle en s'éloignant de l'ancrage marxien du projet initial élaboré au cours des années 1930 par Max Horkheimer. Il situe les penseurs de la théorie critique francfortoise (en particulier Horkheimer, Habermas et Honneth) dans leur contexte historique pour « clarifier les conditions de la reconstruction » d'un projet de dépassement du capitalisme au XXIe siècle et analyser le potentiel de régression autoritaire inhérent à celui-ci. Il travaille en parallèle sur les mouvements sociaux en France (notamment ceux de la période 1986-2007, et celui des Gilets Jaunes,) et sur la gauche radicale grecque (notamment SYRIZA). Ses derniers travaux portent sur les rapports entre le marxisme, le mouvement ouvrier et la nation. 

## Publications

### Livres
- « Événement et stratégie révolutionnaire » in Karl Marx, Friedrich Engels, Sur la Commune de Paris. Textes et controverses, choix de textes et traductions de Stathis Kouvélakis, Paris, Éditions sociales, 2021
- La Critique défaite. Émergence et domestication de la Théorie critique, Paris, Éditions Amsterdam, 2019
- Philosophie et révolution. De Kant à Marx, Paris, 2e édition, Paris, La fabrique, 2017 ; édition en langue anglaise : Londres & New York, Verso, 2003, 2e édition: 2018 ; édition italienne : Rome, Edizioni Alegre, 2010
- La Grèce, Syriza et l’Europe néolibérale. Entretiens avec Alexis Cukier, Paris, La Dispute, 2015
- Κρίση και αριστερή διέξοδος (avec Costas Lapavitsas), Athènes, Livanis, 2012
- La France en révolte. Luttes sociales et cycles politiques, Paris, Textuel, 2007
- Karl Marx : l’Introduction à la critique de la philosophie du droit de Hegel, Paris, Ellipses, 2000

### Direction d'ouvrages
- Handbook of Marxism and Post-Marxism (dir. avec Alex Callinicos et Lucia Pradella), New York & Abingdon, Routledge, 2021
- Y a-t-il une vie après le capitalisme ? (dir.), Pantin, Le Temps des cerises, 2008
- Lenin Reloaded. Towards a Politics of Truth (dir. avec Sebastian Budgen et Slavoj Žižek), Durham, Duke University Press, 2007 ; édition italienne: Massa (Toscane), Transeuropa, 2008 ; édition espagnole: Madrid, Akal, 2010 ; édition turque: Istanbul, Otonom Yacicilink, 2011 ; édition allemande : Hambourg, Laika Verlag, 2014
- Sartre, Lukacs, Althusser. Des marxistes en philosophie (dir. avec Vincent Charbonnier), Paris, Presses universitaires de France, 2005
- Dictionnaire Marx Contemporain (dir. avec Jacques Bidet), Paris, Presses universitaires de France, 2001: édition chinoise: Pékin, Social Sciences Academic Press, 2004
- Edition en langue anglaise refondue et augmentée: Critical Companion to Contemporary Marxism, Leiden, Brill, 2008 ; 2e édition: Chicago, Haymarket, 2009 ; édition turque: Istanbul, Yordam Kitap, 2014; édition indienne (en anglais) : Delhi, Aakar Books, 2016
- Marx 2000 (dir.), Paris, Presses universitaires de France, 2000